# System strefowy
System strefowy – system 9 (+ 2 skrajnych, referencyjnych) stref naświetlenia, ułatwiający dobór ekspozycji fotograficznej, opracowany przez Ansela Adamsa i Freda Archera.
Pełny system strefowy umożliwiał ocenę rozpiętości tonalnej fotografowanego motywu a następnie poprawną korektę naświetlenia i wywołania w stosunku do wartości pokazywanych przez światłomierz. Obecnie system stosuje się w zasadzie wyłącznie do korekty naświetlenia – jest to uproszczony system strefowy.
Aby korzystać z systemu strefowego, należy mieć w aparacie fotograficznym punktowy pomiar światła (alternatywnie pomiar w małym polu), lub zmierzyć punktowo światłomierzem światło odbite. Pomiar dowolnego obiektu zwraca takie parametry naświetlenia, aby mierzony obiekt znajdował się w strefie nr 5. Jeśli ma się znaleźć w innej strefie, należy dokonać korekty o tyle jednostek, ile jest różnicy stref. Strefy rozmieszczone są co 1EV, czyli na przykład jeśli pomiar zacienionego fragmentu lasu wykazuje przysłonę f8 i czas 1/60 sekundy, a przy takich parametrach zdjęcie prześwietliłoby się (fragment ten znalazłby się w 5 strefie), to chcąc umieścić go w 3 strefie, należy skorygować naświetlenie do np. f16 i 1/60 s, lub f8 i 1/250 s (korekta ekspozycji o 2EV).
Z systemu strefowego można też w uproszczeniu korzystać przy pomiarze centralnie ważonym, aby wiedzieć, jak korygować kontrastowe sceny, "uśrednione" przez pomiar.
Poniższa tabela przedstawia krótką charakterystykę poszczególnych stref. Strefy 0 i 10 to strefy referencyjne. Strefy od I do IX określają rozpiętość tonalną, natomiast strefy od III do VII rozpiętość fakturalną.
| Strefa | |
| ------ | --- |
| 0      | Całkowita, zupełna czerń w pełni naświetlonego, wywołanego, utrwalonego i wysuszonego papieru światłoczułego, bez jakichkolwiek rozróżnialnych szczegółów. Strefa referencyjna.          |
| I      | Czerń zaledwie rozróżnialna od referencyjnej strefy 0 |
| II     | Bardzo głębokie cienie, zachowujące małą ilość detali, zbyt małą żeby wpływać intensywnie na odbiór odbitki                                                                              |
| III    | Istotny Cień. Pierwsza strefa zachowująca szczegóły w cieniach. Może przeplatać się ze strefą II, ale zachowuje informacje o fakturze przedmiotu, czytelność nie pozostawia wątpliwości. |
| IV     | Ciemne szarości. Średnio-ciemne liście, ciemne kamienie, cienie krajobrazu, ciemne fragmenty twarzy przy portrecie w słońcu                                                              |
| V      | 18% odbicia światła (średnia szarość). Ciemna skóra, szary kamień, szare drewno (wyblakłe od warunków atmosferycznych)                                                                   |
| VI     | Jasna szarość. Skóra człowieka rasy białej, jasny kamień |
| VII    | Istotne światło. Ostatnia strefa zachowująca w pełni fakturę. Bardzo jasna skóra, białe kamienie                                                                                         |
| VIII   | Śnieg w pełnym cieniu, oświetlone słońcem przedmioty białe i jasne. |
| IX     | Śnieg w świetle słońca, biel bez szczegółów i tekstury, nieniosąca żadnej treści |
| 10     | Biel nie naświetlonego, wywołanego, utrwalonego i wysuszonego papieru światłoczułego. Strefa referencyjna.                                                                               |